# مؤسسة فزالر التعليمية
مؤسسة فزالر التعليمية هي مؤسسة تركية تأسست في أربيل، العراق في عام 1994، وافتتحت جامعة إيشك الخاصة للبنين في أربيل، وما لبثت أن افتتحت جامعة للبنات ثم عدة مدارس مثل مدارس روناكي في أربيل ودهوك ومدارس صلاح الدين الأيوبي ومدرسة كركوك جاغ للبنات.